# Historia del idioma chino
La historia del idioma chino se refiere al estudio de las variedades siníticas que históricamente se han usado en China para la comunicación entre las diferentes partes del país. En ese sentido histórico y geográfico, el término chino difiere de muchas maneras del moderno mandarín.
La historia del chino, como la de cualquier lengua, se puede dividir entre historia externa e historia interna. La historia externa son los procesos demográficos, migratorios, políticos, y socioeconómicos que tuvieron un impacto en la lengua; la historia interna es la descripción de los cambios fonéticos, gramaticales y estructurales que hicieron que las lenguas siníticas fueran cambiando con el tiempo.

## Introducción

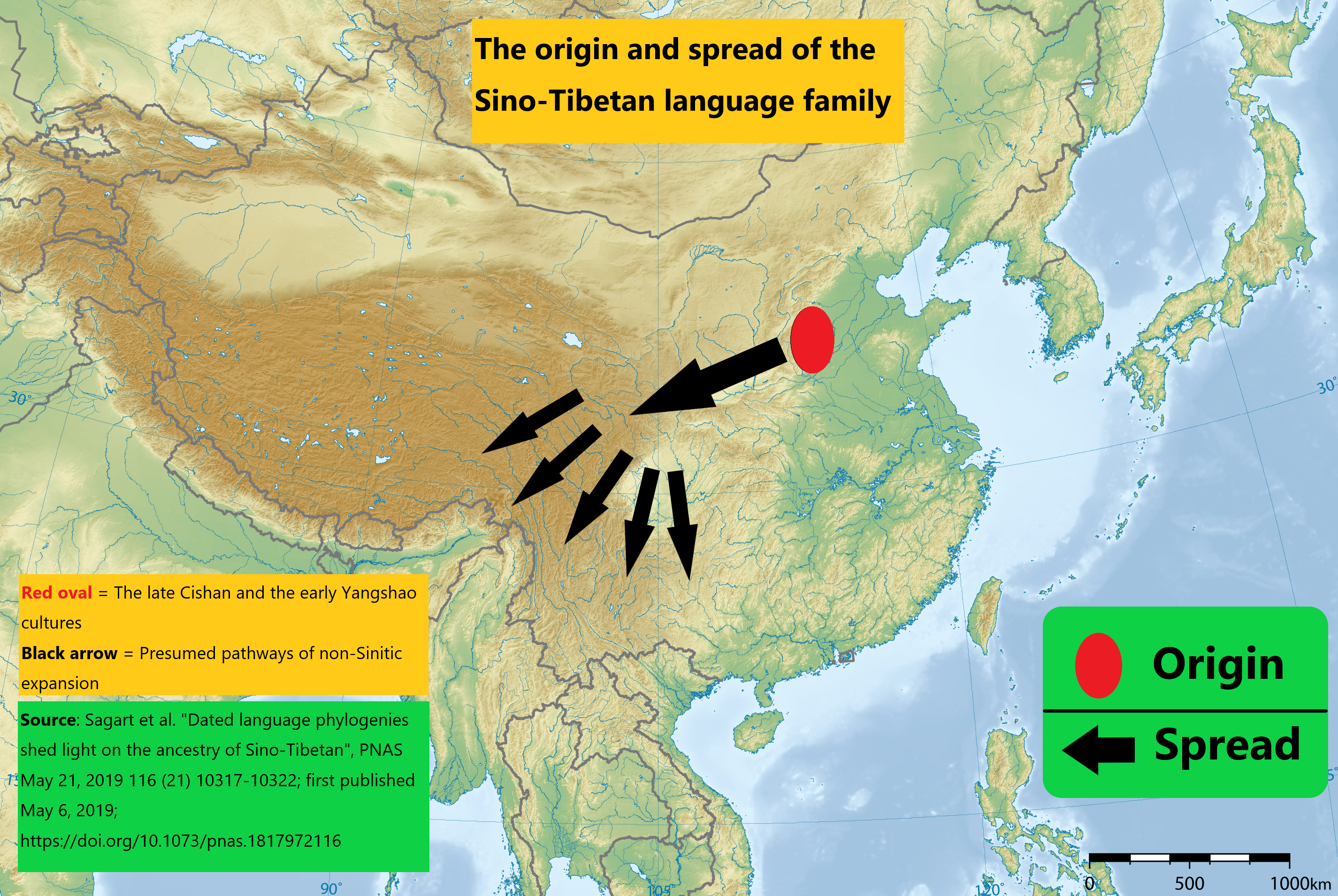
El origen y la propagación de la lenguas sino-tibetanas. El óvalo rojo es la última cultura Cishan y la temprana Yangshao. La flecha negra son las supuestas vías de expansión no sinítica. Después de aplicar el método lingüístico comparativo a la base de datos de datos lingüísticos comparativos desarrollada por Laurent Sagart en 2019 para identificar correspondencias de sonidos y establecer cognados, se utilizan métodos filogenéticos para inferir relaciones entre estos idiomas y estimar la edad de su origen y tierra natal.

El moderno chino estándar es una forma de lengua estandarizada basada principalmente en el habla de Pekín, que es un dialecto del mandarín moderno. Esta lengua es una variedad septentrional que pertenece a la grupo sinítico de la familia sinotibetana. Además del mandarín existen otras lenguas siníticas relacionadas, unas más cercanas y otras más distantes, que evolucionaron de manera independiente desde el protosinítico, que es la protolengua común que dio origen a las diferentes lenguas siníticas: chino min, chino xiang, chino gan-hakka, chino wu-hui, chino yue-ping y algunas más. Las lenguas siníticas son muy variadas y llegan a no ser mutuamente inteligibles. Lingüísticamente deben considerarse lenguas diferentes, en el mismo sentido que las lenguas romances aunque derivadas del latín son lenguas diferentes y no siempre inteligibles entre sí; la autonomía y falta de inteligibilidad mutua de estas lenguas ha sido frecuentemente ocultada por el abuso del término "dialecto" para referirse a otras variedades de lenguas siníticas.

## Prehistoria del chino
La relación de parentesco entre las lenguas tibetano-birmanas y las lenguas siníticas ha sido estudiada sistemáticamente al menos del siglo XIX. Sin embargo, subsisten muchos problemas sobre la clasificación interna, la periodificación y otros problemas relacionados con la evolución de diversas ramas de la familia. En particular, la reconstrucción del proto-sino-tibetano, la protolengua que habría originado la familia se ha revelado considerablemente más difícil de lo esperado. Así solo algunos pocos aspectos de esa lengua han sido identificados, y el conocimiento del proto-sino-tibetano por ejemplo es mucho más pobre que el conocimiento del proto-indoeuropeo. Esto se debe a que aunque existe muy buena documentación sobre el chino, que ha permitido reconstruir el proto-sinítico con un detalle razonable, no existe documentación tan antigua de las otras ramas de la familia. Estas reconstrucciones se llevan a cabo mediante técnicas de lingüística histórica, en particular mediante el uso sistemático del método comparativo.

## Periodificación del chino

Extensión de las primeras dinastías imperiales chinas.

La categorización y periodificación adecuado de las variedades de chino han estado sujetas a un importante debate académico y numerosas revisiones. El primer intento sistemático de estudiar la historia interna del chino se debe al lingüista sueco Bernhard Karlgren a principios del siglo XX. Las diferentes propuestas de periodificación aunque revisadas extensivamente, están fuertemente influidas por el trabajo seminal de Karlgren así como muchos de sus métodos. Una periodificación estándar de la historia del chino comprende:
- Chino arcaico, que comprende las variedades usadas entre los siglos XII a III a. C. Esta lengua habría dado lugar por una parte al chino clásico y por otra a las variedades min. A partir de esta forma de chino hablada antes de la unificación de china se creó el chino clásico que como lengua estándar se saría hasta principios del siglo XX.

- Chino han tardío, es una fase de transición entre el chino arcaico o antiguo y el chino medio. Esta lengua fue usada entre los siglos I y II d. C. siendo, por tanto, un casi contemporáneo del latín clásico.
- chino medio, que comprende el período intermedio, en especial la lengua estándar de los siglos VI a X d. C. fue la lengua usada durante la Alta Edad Media en China. Canónicamente, la fonología del chino medio está documentada en Qieyun a principios del siglo VII d. C., aunque con anterioridad a esa fecha y con posterioridad a ella, también habría sido la lengua usada en poesía. El chino medio es una lengua de  transición entre la lengua reflejada en el chino clásico y los inicios del chino moderno temprano.
- Chino moderno, que comprende las variedades modernas, en particular la lengua estandarizada surgida a partir del siglo XVI y usada principalmente en la corte y como lengua hablada de prestigio. Las variedades siníticas modernas, excepto el min, serían descendientes del chino clásico.

### Chino arcaico o chino antiguo
El chino antiguo (en chino tradicional, 上古漢語; en chino simplificado, 上古汉语; pinyin, Shànggǔ Hànyǔ), a veces denominado también "chino arcaico", es la lengua común usada durante la dinastía Zhou (1122 a. C. - 256 a. C.). Los textos conocidos incluyen inscripciones en objetos de bronce, la poesía del Shī Jīng, la historia del Shū Jīng y algunas porciones del Yì Jīng (I Ching). Los elementos fonéticos encontrados en la mayor parte de sinogramas también incluyen ayudas a su pronunciación antigua. La pronunciación de los caracteres chinos adoptados en japonés, vietnamita y coreano proporcionan también valiosas comparaciones para reconstruir la pronunciación original. El antiguo chino no habría estado totalmente desprovisto de flexión. Presumiblemente poseía un rico sistema en que la aspiración de las consonantes tenía un papel, y posiblemente todavía no se habrían desarrollado el tono. El trabajo para reconstruir la pronunciación del chino antiguo ya fue iniciado por filólogos chinos durante la dinastía Qing. 
En esta época el chino antiguo era hablado sólo en el noreste de la moderna China, en la cuenca del bajo Huáng Hé. Durante la dinastía Han la lengua se expandió al sur, donde previamente se habrían hablado sólo lenguas relacionadas con el Antiguo idioma yue, cuya clasificación es dudosa, posiblemente era alguna lengua kra-dai o una austroasiática, aunque existen también otras clasificaciones propuestas.

### Chino medio
El chino clásico (en chino tradicional, 中古漢語; en chino simplificado, 中古汉语; pinyin, Zhōnggǔ Hànyǔ) es la forma escrita de chino que se usó durante las dinastías Sui, Tang y Song (siglos Vi a X d. C.). Si bien la lengua hablada habría diferido en algunos aspectos. La lengua del período se llama chino medio y habría sido algo diferente a a la lengua hablada en la que se basó el chino clásico.
Este largo período puede dividirse en un período temprano, reflejado en el 切韻 Qieyun (diccionario de rimas del 601 d. C.), y período posterior que acabaría hacia el siglo X, y que se refleja en el diccionario de rimas 廣韻 Guangyun. La evidencia sobre la pronunciación del chino medio procede de numerosas fuentes: la variación dialectal observada en las variedades modernas, los diccionarios de rimas, las transliteraciones extranjeras, las tablas de rimas construidas por los filólogos chinos para resumir el sistema fonético, y las transliteraciones en chino de nombres extranjeros. Sin embargo, todas estas reconstrucciones de la pronunciación son tentivas, por ejemplo, los estudiosos han mostrado que intentar reconstruir el moderno cantonés a partir de las rimas del moderno Cantopop darían una imagen muy imprecisa de la lengua.

### Chino moderno

Los diferentes grupos de lenguas siníticas.

El desarrollo de las modernas lenguas chinas desde tiempos históricos tempranos hasta la actualidad ha sido complejo. La mayor parte de los chinos, en Sichuan y en un amplio arco desde el noreste (Manchuria) hasta el suroeste (Yunnan), usan diversas variedades de mandarín en su hogar (siendo muchas de esas variedades diferentes del mandarín estándar). La prevalencia del chino mandarín es especialmente notoria al norte de las llanuras chinas.